# 蘇格蘭摺耳貓
蘇格蘭摺耳貓（英語：Scottish Fold）是一種耳朵有基因突變的貓。這種貓在軟骨部份有一個摺，使耳朵向前屈摺，並指向頭的前方。由於這貓種最初在蘇格蘭發現，所以以牠的發現地和身體特徵而命名。其後，這貓種在美國繼續繁殖，並演生成為今日的多個品種。現時蘇格蘭摺耳貓有以下兩對不同的特徵：長毛貓種及短毛貓種，及摺耳和豎耳貓種。
摺耳貓因本身是突變種，會摺耳就是因為軟骨容易增生，四肢易生病痛（多骨刺）、行動不便，動物保護組織呼籲民眾不要買來飼養。

## 歷史
导致猫耳朵向前翻盖下来的显形基因性状首先在1961年的苏格兰发现。蘇格蘭摺耳貓的始祖是一隻名為Susie的白色長毛貓，在蘇格蘭高地的珀斯-金罗斯、泰湖畔的Coupar Angus裡的一個農場內被發現。當地的一個牧羊人William Ross和他的妻子Mary都是貓痴。他們发现隔壁McRae家的农场有一隻很特別的白色雌猫，因為這隻名为Susie的白貓的耳朵在中間有一道不尋常的屈摺，使牠的耳朵翻捲着，看起來就像一隻貓頭鷹的樣子。
後來Susie和一隻英国短毛猫交配並成功懷孕。當Susie生下小貓時，當中有一對白貓同樣在一生下來就有着翻捲的耳朵。這兩隻小貓的其中一隻白色雌猫後來為William Ross收養了，而另一隻白色雄貓Snowball則被用來配種。Ross隨後向英國的Governing Council of the Cat Fancy登記他的貓的血統，该新品种于是根据其翻卷耳的遗传性征取名为摺耳猫。在遺傳學家Pat Turner的協助下，Ross開始繁殖這種蘇格蘭摺耳貓。在頭三年，總共孕育了76頭小貓，當中有42隻有摺耳，另外34隻有正常的直耳。從這結果可以看出，「摺耳」是由一種顯性遺傳基因支配着：若小貓的父母其中一方有直耳的基因，而另一方有摺耳的基因，那小貓就會是摺耳的。
不幸的是，四肢、尾部和关节畸形和摺耳显性基因如影随形，以致于1973年GCCF不得不终止承认该品种。基於容易出現耳部問題，例如感染、蟎蟲和失聰，該品種在大不列顛和歐洲地區均不被接受展示。1971年MARY ROSS送了一些苏格兰摺耳猫给一位美国遗传学家NEIL TODD。该遗传学家重新又开始了该品种的育种。经过和英国短毛猫，异国短毛猫和美国短毛猫的杂交育种，严重的关节畸形现象得到了控制。CFA和TICA承认了这个在美国极为成功的品种。但目前在市面上所購買到的蘇格蘭摺耳貓仍有軟骨異常增生、行動不便、呼吸道狹窄、心血管疾病等問題。
1980年该品种开始进入欧洲。法国的第一只苏格兰摺耳猫仔于1982年降生了。但FIFE和GCCF都不承认该品种。在整个欧洲大陆，苏格兰摺耳猫都很罕见。
在美国，苏格兰摺耳猫经过和波斯猫杂交产生了一种新型的长猫品种，称为高原摺耳猫或长毛苏格兰摺耳猫。TICA已经承认了该品种。
1987年在德国，苏格兰摺耳猫和来克斯猫杂交产生了PUDELKATZE或牧羊猫，一种被毛卷曲，耳朵耷拉的猫。因为PUDELKATZE的数量还非常少，因此还未被承认为一个品种。

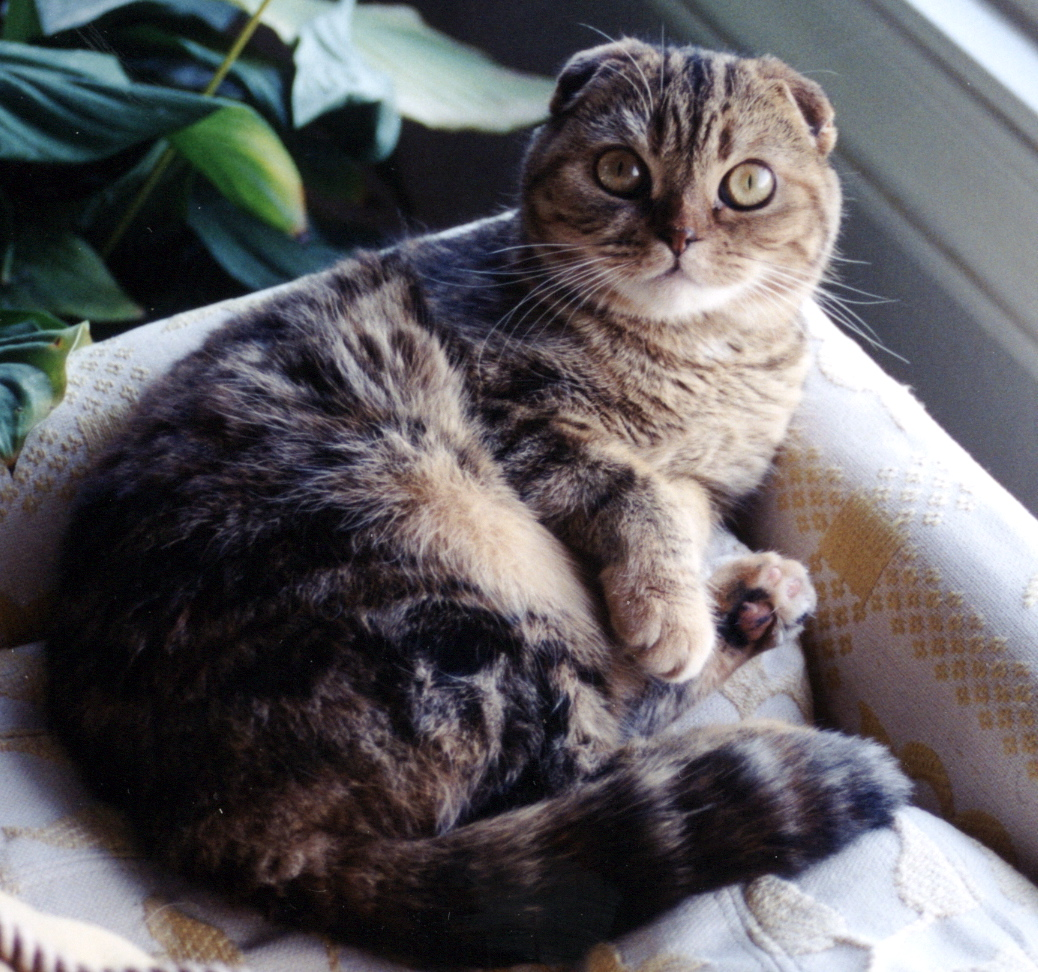
短毛種蘇格蘭摺耳貓

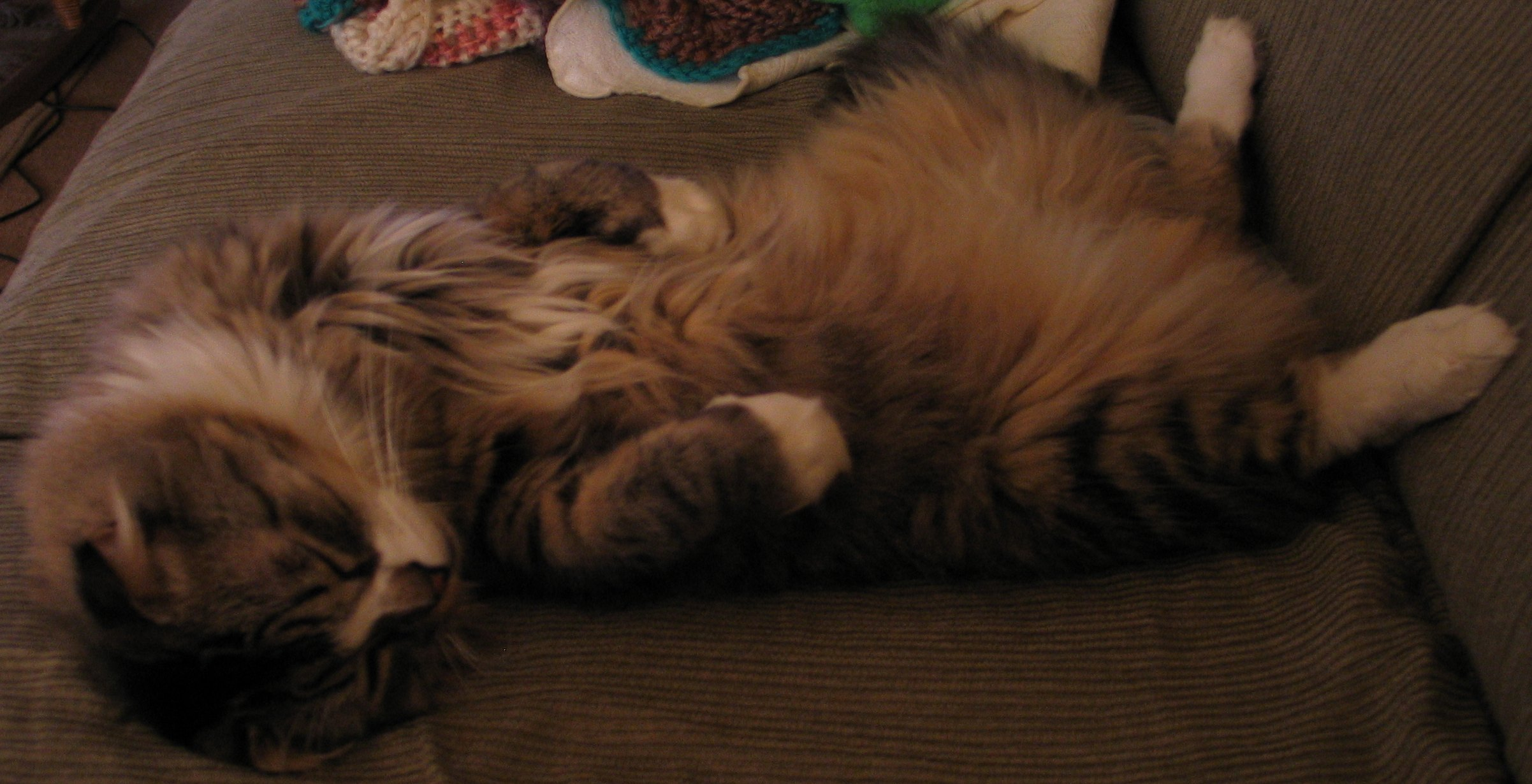
一隻長毛的蘇格蘭摺耳貓

## 外部連結
- Cat Fanciers Scottish Fold FAQ
- AACE: Highland Fold （页面存档备份，存于）
- AACE: Scottish Fold （页面存档备份，存于）
- Scottish Fold Rescue （页面存档备份，存于）
- Health issues （页面存档备份，存于） - International Scottish Fold Association
- Osteochondrodysplasia in Scottish Fold cats- Australian  Veterinarian Journal
- Scottish Fold Kitten (video) （页面存档备份，存于）